# Obviación
En lingüística, la tercera persona obviativa (abreviada, obv) es una marca de persona gramatical que distingue un referente que es menos importante para el discurso de uno que es más importante (próximo). Al obviativo a veces se le denomina "cuarta persona".
Llamado también efecto de referencia disjunta (ERD) es un fenómeno que se produce en diversas lenguas naturales. Su análisis ha cobrado gran importancia en la lingüística formal, al estar concentrado tanto en la distribución de los elementos sintácticos como en los aspectos semánticos asociados a la referencia. 
Es, básicamente, un fenómeno sintáctico que consiste en que, en determinadas estructuras oracionales, el sujeto de la cláusula subordinada no puede correferir con el sujeto de la oración principal. Por ejemplo, Juan dice que aprueba, donde podemos invertir dos significados: "Juan dice que él mismo aprueba" o "Juan dice que otra persona aprueba". Esto quiere decir que el sujeto del verbo subordinado puede ser correferente con el del verbo principal, y también puede no serlo.

## Gramática Española
La Gramática de la Real Academia Española de la Lengua (GRAE) ha tratado esta fenómeno lingüístico en varias ocasiones. Ya en la obra Del régimen y construcción natural (GRAE-1771:244) se dice: "los verbos se juntan unos con otros sin preposiciones o con ellas. Júntanse algunos sin preposición, como cuando decimos: quiero correr una liebre: mandé traer las cartas: creyó peligrar en la batalla: juzgó perderse entre la multitud: pensó reventar de risa: procuraba librarse del frío: no podía sufrir el calor: dexaba descansar á los soldados: me siento morir de tristeza. Algunas veces se juntan tres verbos sin preposición, como quando se dice: quiso hacer correr al caballo: mandó hacer venir la carroza. Todos los verbos se pueden juntar unos con otros mediando alguna preposición, como: voy á comer: vengo de dormir: salgo á cazar: entro á divertirme: se cansa de jugar: trabaja por ganar: pelea para adquirir: estudia para instruirse: disputa sin porfiar. Con los participios y gerundios se juntan los verbos sin preposición, como: venia hecho pedazos: era sufrido en la adversidad: estaba corrido de vergüenza: escogió morir peleando: le vi venir corriendo". Como vemos, en esta gramática solamente se detalla que es posible juntar un verbo con otro, ya sea con o sin preposición entre ellos. Este hecho se podría considerar como un antecedente o base al fenómeno propuesto.
Pasando por las gramáticas a lo largo de los años, la de 1976 (que consideraba este el hecho fundamental para explicar la alternancia entre infinitivo y subjuntivo/indicativo), 1854, 1870, 1880 (donde se añadieron ejemplos), el Esbozo de 1973 (en el que el fenómenos pasa totalmente desapercibido), llegamos a la Nueva gramática de la lengua española (2009), que vuelve a recuperar el tema y le dedica una serie de apartados (1870, 2016-2021, 3494-3504). Esta realiza un estudio desde la explicación de las propiedades del subjuntivo y el infinitivo.

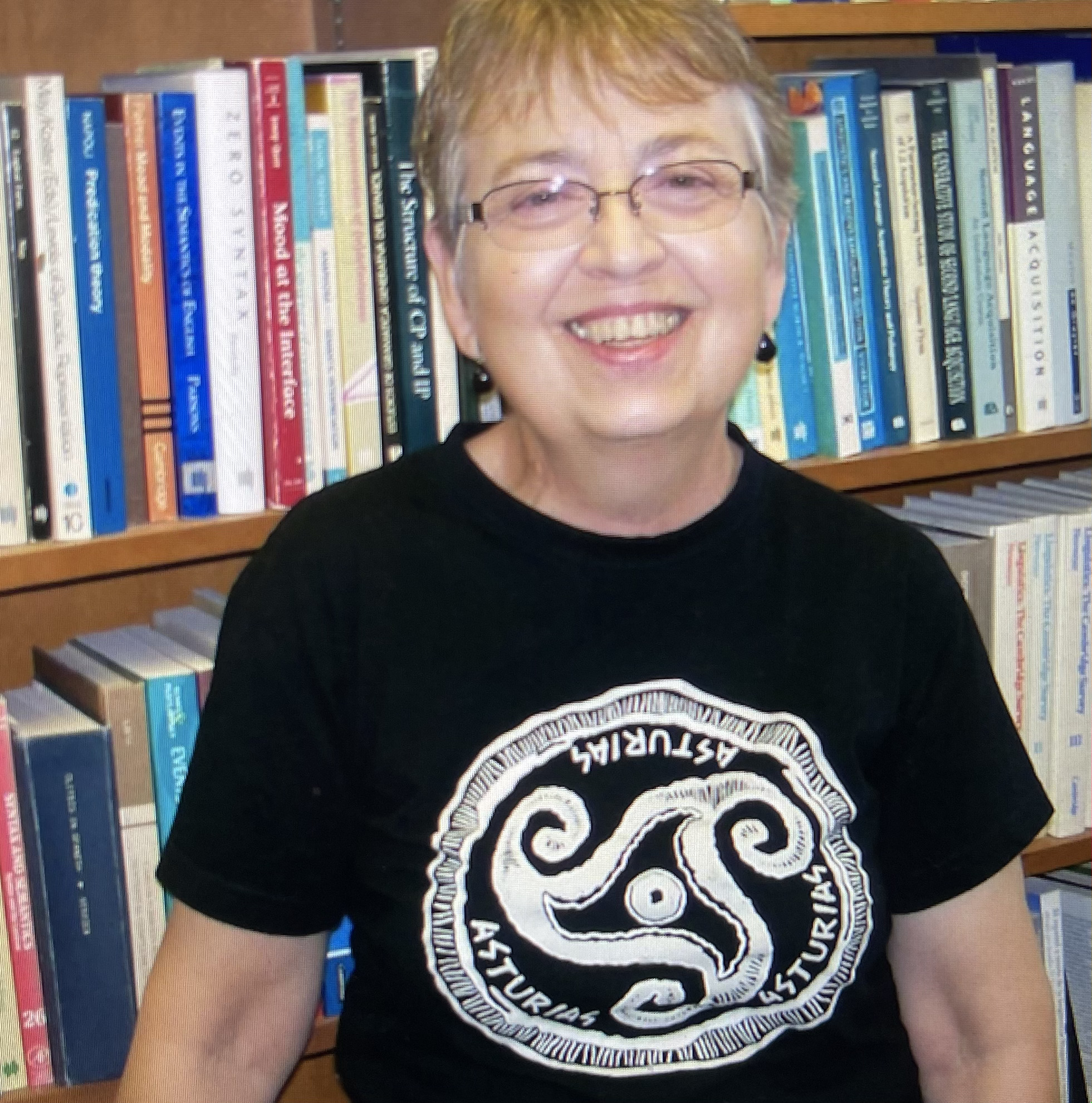
Paula Kempchinsky: profesora de la Universidad de Iowa e investigadora del efecto de referencia disjunta u obviación

## Estudiosos de este fenómeno
- Paula Kempchinsky (profesora de la Universidad de Iowa),
- Carme Picallo (profesora de la Universidad Autónoma de Barcelona),
- Macarena Gil de la Puerta (profesora de la Universidad Rey Juan Carlos),
- Jeannette Sánchez-Naranjo (profesora del Amherst College), entre otros. Las aportaciones de cada una de estas estudiosas son de gran valor para el tema abordado, destacando Macarena Gil de la Puerta con su estudio exhaustivo de las gramáticas de la lengua española, así como otros diversos aspectos y Paula Kempchinsky con su interés por el estudio del subjuntivo y lo que él tiene que ver con el efecto de referencia disjunta.

## Perspectivas de estudio
Este fenómeno lingüístico ha sido abordado desde diferentes puntos de vista. Principalmente, destacamos dos:
- La teoría de Principio y Parámetros (TPP): asume la estrategia teórica de desarrollar un número reducido de subteorías articuladas en principios entre las cuales se ubica la denominada teoría del ligamiento (TL). Esta formula las condiciones sintácticas que determinan las relaciones de correferencia entre los componentes de los enunciados.
- Programa minimalista (PM):  proporciona el marco conceptual que guía el desarrollo de la teoría lingüística generativa, pero ni ofrece soluciones específicas a problemas técnicos ya conocidos ni explicaciones sobre fenómenos lingüísticos observados como es el caso defecto de referencia disjunta.